# 耿福
耿 福（てき ふく、1185年 - 太宗5年2月25日（1233年4月6日））は、13世紀半ばにモンゴル帝国に仕えた漢人世侯の一人。深州束鹿県の出身。
『元史』には立伝されていないが『畿輔通志』巻169古蹟略陵墓5所収の耿公先世墓碑にその事蹟が記され、『新元史』には耿公先世墓碑を元にした列伝が記されている。

## 概要
束鹿県はかつて鉅鹿郡に属した地であり、「耿公先世墓碑」によると耿福の先祖の耿彦明なる人物が束鹿県の良馬鎮に移住し、以後その子孫は代々束鹿県で農業を営み豊かになったとされる。
1211年（辛未）に始まるチンギス・カンの金朝侵攻によって金朝は大打撃を受け、1214年（貞祐2年/甲戌）にモンゴルと和睦を結んだ金朝朝廷は開封への遷都を強行した（貞祐の南遷）。しかし、この遷都はモンゴル軍の再侵攻を引き起こした上、事実上朝廷から見捨てられた黄河以北は行政機構が崩壊し、盗賊が横行する荒廃した状態に陥った。耿福の住まう束鹿県も郡県の官吏たちが印を持って逃げ去ってしまったため、束鹿県の者達は耿福を指導者に推戴することを望んだ。耿福は当初これを固辞したものの、父老子弟が繰り返し陳情した上、人々は「弱き者を侮らない、非義を行わない、非礼を犯さない、本業を疎かにしない」ことを約した。これを受けて耿福が「汝らは我が命を聞くことができるか」と問うたところ、人々は「公（耿福）の命ずる所のみ行う」と答えたため、ようやく耿福は指導者の地位を受け容れた。これ以後、耿福の号令が行き渡り、境内は粛然として束鹿県を犯す者はいなくなったという。
その後、「耿公先世墓碑」によると耿福は1213年（太祖8年）に束鹿に来襲した国王ムカリ率いるモンゴル軍に投降したとされるが、これは1214年の貞祐の南遷後に束鹿の指導者に推戴されたという記述と矛盾し、事実と認められない。一方、「耿公先世墓碑」にはその後「明年春」に使者を冀州に派遣したが、金朝の節度使の武仙が城を閉ざして使者を拒んだため、怒ったムカリにより武仙の討伐が命じられたと記される。この事件については、別の史料によって1219年（己卯）に起こったことが確認される上、『紫山大全集』王公行状には1218年（戊寅）にムカリ配下の王義が束鹿を攻略したとの記述がある。よって、「太祖8年（1213年）に耿福はモンゴル軍に投降した」という「耿公先世墓碑」の記述は何らかの誤伝で、実際には1218年にムカリ配下の王義による束鹿侵攻があり、これを受けて耿福はモンゴル軍に投降したものと考えられる。
1219年春に武仙討伐の命を受けたものの、耿福はいたずらに兵を用いては民を苦しめるとして使者を派遣し投降を招くことを提言し、失敗してから兵を興しても遅くないと説いた。そこで耿福自らが檄を携えて冀州を訪れたものの、城主はなお謀を疑って「［耿福の］親しい者が来れば城とともに投降しよう」と要求した。そこで、耿福の妻の兄である董善も冀州を訪れたことにより、耿福の誠意を認めた城主は開城し冀州は平定されたという。その後、耿福はチンギス・カンに謁見し、金織衣1襲・名馬2・鞍勒具を下賜され、鎮国上将軍・安定州節度使の地位と金虎符を授けられている。
1219年秋、武仙はモンゴル支配下の勢力に対して侵攻を始め、耿福とも30余りの戦闘を繰り広げたが、耿福はその都度武仙軍の撃退に成功したという。業を煮やした武仙は「火砲」で以て束鹿県城を攻め立てたが、耿福が真武殿で祈祷したところ風雨が起こって城内の火は消え、愕然とした武仙は30里も退却したという。この頃、チンギス・カンの招聘を受けた丘処機を劉仲禄が兵を率いて安平にまで迎えに来ていた。これを知った耿福は配下の将士に「劉便宜（劉仲禄）が精兵を率いて援軍に来れば、賊を破ることができるであろう。士卒たちよ、功績を立てる機会はこの挙にある」と語ったため、耿福配下の将士は「勝気百倍」となったという。夜半、耿福は部隊を3つに分けて密かに出城した後、銅鑼や大鼓を鳴らしながら武仙軍を急襲したため、驚いた武仙は為す術もなく陣営を棄てて逃走した。耿福はこれを精鋭3千とともに追撃し、斬首数千の勝利を得、残された武仙軍の輜重・武具を尽く回収した。武仙は難を逃れたもののその後束鹿を攻撃することはなくなり、耿福の威名は周囲に鳴り響いた。これ以後、周辺諸郡が争って耿福の下に帰順したため、漢人世侯を統轄する立場にある張柔がその功績を報告し、耿福は輔国上将軍に任ぜられることとなった。
1233年（癸巳）2月に耿福は病にかかり、25日には病状が重くなったため息子たちを自らの下に集めた。耿福は息子たちに対して「我は田畑から家を起こし、百戦を経験した。国のため身を捧げて死のうと思っていたが、意に反して我が家で死ぬこととなった。天下が平定された今、汝らは書を読み耕作に励み、郷里の者から称えられれば、我は死しても恨むことはない」と語り、語り終えるとそのまま息を引き取った。耿福は49歳にして亡くなり、3月2日に良馬鎮で葬られた。
後日、耿福の曽孫にあたる中書左丞耿煥の依頼により、翰林侍講学士の張起巌が耿福の事蹟を記した『耿公先世墓碑』を後至元元年（1335年）閏12月21日に立てている。

## 家族
耿福は最初に董氏を娶ったが、後に2人の張氏も娶ったと伝えられる。息子は4人おり、束鹿軍民長官の地位を継承した耿孝祖、束鹿県尉となった耿紹祖、耿彧、耿沖らであった。娘は2人おり、長女は藁城の漢人世侯である王善の息子の王慶滋に、次女は寧晋の漢人世侯である王義の息子の王楫に、それぞれ嫁いでいる。
耿孝祖は至元元年（1264年）7月7日に55歳にして死去し、父の傍らに葬られた。耿孝祖は河南郡夫人に追封された崔氏と、張氏・李氏らを娶っていた。耿孝祖の息子は8人おり、耿継先・耿継初・耿継元・耿継明・耿継亨・耿継栄・耿継昌・耿継安らがいたが、この中で耿継元が総領の地位を継承し、耿継元の息子に『耿公先世墓碑』を立てた耿煥がいる。耿孝祖の娘は3人おり、長女は牛仁に、次女は李泰に、三女は李紹先に、それぞれ嫁いだと記録されている。